# Crassula arborescens
Espèce
Crassula arborescens est une espèce de plantes à fleurs de la famille des Crassulaceae. C'est une plante ornementale originaire de la province du Cap (Afrique du Sud).

## Description
Crassula arborescens est une plante grasse pouvant atteindre 0,6 à 1,2 m. Les feuilles sont bleu-vert et arrondies, parfois avec les bords rouges. '
Elle fleurit en hiver; les fleurs sont de couleur blanc ou rose.